# Énergie en Slovaquie
L'énergie en Slovaquie est très dépendante des importations de pétrole, de gaz naturel et de charbon. La consommation d'énergie primaire en Slovaquie a été en 2017 de 3,2 tep/habitant, supérieure de 72 % à la moyenne mondiale, mais inférieure de 13 % à celle de la France. La seule production locale d'énergie significative est le nucléaire qui en 2018 assurait 22,7 % de l'approvisionnement en énergie primaire du pays, et 58,5 % de sa production d'électricité. Les énergies renouvelables produisaient 23,7 % de l'électricité du pays (hydraulique 15,4 %, biomasse 5,5 %, solaire 2,3 %).
Les émissions de dioxyde de carbone liées à l'énergie en Slovaquie atteignaient 5,90 t CO2/habitant en 2018, niveau supérieur de 35 % à la moyenne mondiale et de 30 % à celui de la France, mais inférieur de 32 % à celui de l'Allemagne.

## Sources d'énergie primaire

### Pétrole
Le pétrole brut couvrait 32,5 % des besoins d'énergie primaire de la Slovaquie en 2018, et les importations de pétrole représentaient 35,8 % des importations d'énergie du pays ; mais la Slovaquie est exportateur net de produits pétroliers, la production de ses raffineries dépassant les besoins du pays ; les exportations nettes de produits pétroliers représentaient 9,2 % des besoins d'énergie primaire, si bien qu'au total la part du pétrole dans la consommation intérieure brute d'énergie primaire n'était que de 22,7 %. La production locale de pétrole ne couvre que 4,5 % des besoins.

### Gaz naturel
Le gaz naturel couvrait 23,5 % des besoins d'énergie primaire de la Slovaquie en 2018, et les importations de gaz naturel représentaient 24 % des importations d'énergie du pays ; la production locale ne couvrait que 1,9 % des besoins.
La Slovaquie est traversée par d'importants gazoducs, tel que le gazoduc Transgas reliant l'Ukraine à l'Autriche. Son importance stratégique pour le gaz naturel devrait décroitre à l'avenir avec l'ouverture du gazoduc Nabucco. Elle est également traversée par l'oléoduc Droujba. En tout, elle est traversée par 6 769 km de gazoducs et 416 km d'oléoducs.

### Charbon
Le charbon couvrait 19,1 % des besoins d'énergie primaire de la Slovaquie en 2018 ; la production nationale couvrait 11 % de la consommation de charbon et les importations de charbon représentaient 20 % des importations d'énergie du pays.

### Uranium
Les besoins en uranium des centrales nucléaires slovaques ont été de 365 tU en 2015 et 321 tU en 2016, entièrement importés.

## Consommation d'énergie
La consommation intérieure d'énergie primaire était en 2017 de 17,4 Mtep, soit 3,2 tep par habitant, supérieure de 72 % à la moyenne mondiale (1,86 tep/hab), mais inférieure de 13 % à celle de la France (3,68 tep/hab).

## Secteur électrique
La part de l'électricité dans la consommation finale d'énergie s'élevait en 2017 à 20,1 %.
En 2022, la production du pays s'élève à 26,65 TWh, dont 17,5 % par des centrales à combustibles fossiles (charbon : 7,7 %, gaz naturel : 7,9 %, pétrole : 2,0 %), 59,7 % par des centrales nucléaires et 22,1 % par les énergies renouvelables : centrales hydrauliques 14,2 %, biomasse 5,3 %, solaire 2,4 %, déchets 0,2 %, éolien 0,01 %.

### Nucléaire

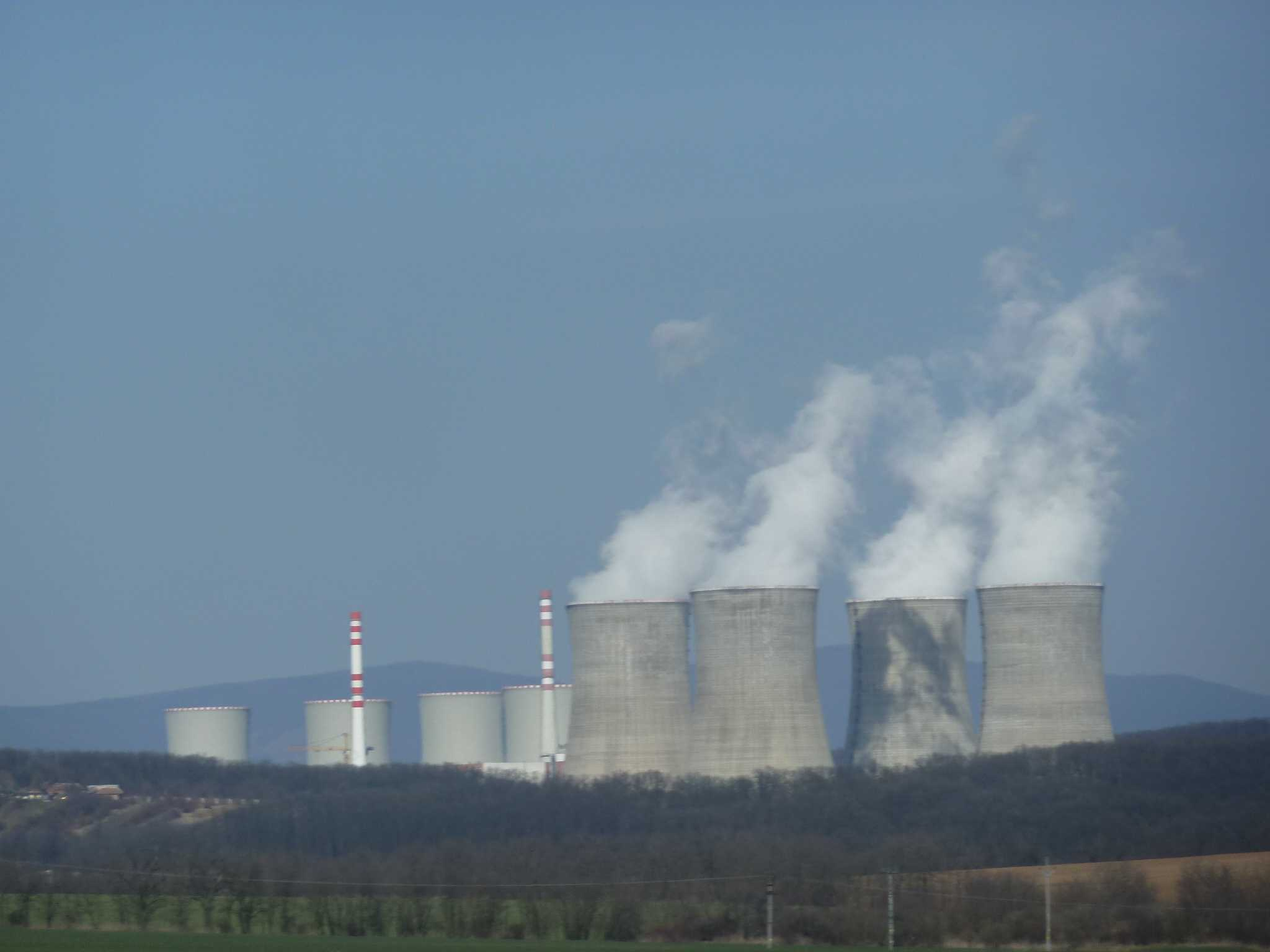
Centrale nucléaire de Mochovce.

Les centrales nucléaires slovaques ont produit 15,92 TWh en 2022, soit 59,7 % de la production totale d'électricité du pays.
La centrale nucléaire de Bohunice comprend deux unités équipées chacune de deux réacteurs de 440 MWe. Ces réacteurs sont du type VVER-440, de conception soviétique. Le principe de fonctionnement de ces réacteurs est comparable aux REP occidentaux. Sa production annuelle d'électricité est de 12 TWh.
La centrale nucléaire de Mochovce est équipée actuellement de deux réacteurs à eau pressurisée (REP) de conception soviétique du type VVER-440/213, de 440 MWe de puissance unitaire. Les réacteurs 3 et 4, dont la construction avait commencé en 1985, sont restés inachevés à la suite de la catastrophe de Tchernobyl. La société italienne d'électricité Enel prévoit de participer à la construction de ces blocs nucléaires pour l'achever vers 2013.
En juillet 2024, Framatome annonce la signature d'un contrat de fourniture de combustible nucléaire de technologie russe avec l'électricien slovaque Slovenské elektrárne, avec le soutien du russe TVEL, filiale de Rosatom. Framatome est en compétition avec l'américain Westinghouse pour être capable de produire seul du combustible nucléaire de technologie russe et offrir ainsi une alternative aux cinq pays européens dont les réacteurs sont de conception soviétique. Son design de combustible VVER, développé en partie grâce à des financements européens, entrera dans une phase de test en réacteur vers 2028 et pourrait être déployé commercialement au cours des années 2030. En attendant, Framatome s'est associé dans une coentreprise avec le russe TVEL, qui fournira les composants qui seront assemblés dans l'usine allemande de Framatome à Lingen, en Basse-Saxe. Le contrat de Framatome avec Slovenské elektrárne prévoit la fourniture, à partir de 2027, des cinq réacteurs nucléaires de technologie VVER en activité.

### Hydroélectricité

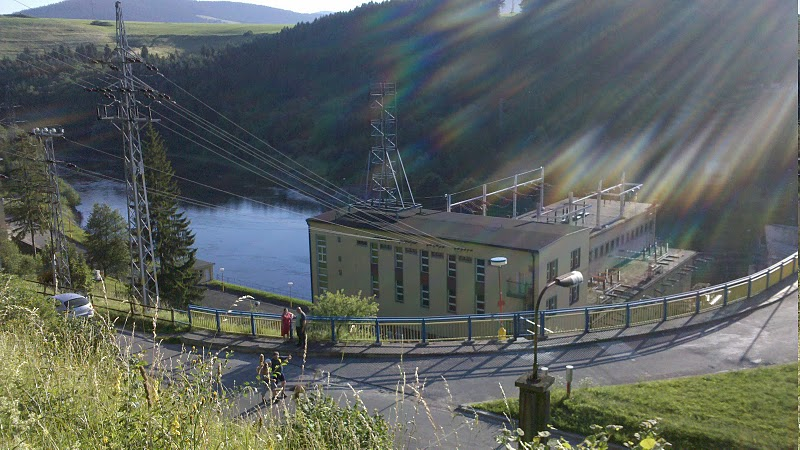
Centrale hydroélectrique sur la rivière Orava.

La Slovaquie se classe au 23e rang européen par sa puissance installée hydroélectrique : 2 522 MW, dont 1 017 MW de pompage-turbinage ; sa production hydroélectrique s'est élevée à 4,48 TWh en 2019.
Les centrales hydroélectriques slovaques ont produit 3 791 GWh en 2022, soit 14,2 % de la production totale d'électricité du pays.

### Solaire
L'énergie solaire photovoltaïque a produit 671 GWh en 2021 et 650 GWh en 2022, soit 2,4 % de la production d'électricité du pays.
Selon EurObserv'ER, la Slovaquie a produit 737,5 GWh en 2023, en progression de 13 %, soit 0,3 % de la production de l'Union européenne (UE), au 18e rang des producteurs photovoltaïques de l'UE, loin derrière l'Allemagne (25,1 %), l'Espagne (17,6 %), l'Italie (12,6 %), la France (9,5 %), les Pays-Bas (8,7 %), la Pologne (4,7 %) et la Grèce (3,4 %).
En 2023, la Slovaquie a installé 82 MWc, soit 0,15 % du marché de l'Union européenne, loin derrière l'Allemagne (27,5 %), l'Espagne (13,7 %), l'Italie (9,9 %), la Pologne (9,2 %), les Pays-Bas (8,1 %) et la France (6 %). La puissance installée du parc photovoltaïque slovaque atteint 631 MWc, en progression de 15 %, soit 0,2 % du total de l'UE, au 21e rang européen, loin derrière l'Allemagne (82 191 MWc, soit 32 %), l'Espagne (30 612 MWc, 11,9 %), l'Italie (30 300 MWc, 11,8 %), les Pays-Bas (23 904 MWc, 9,3 %), la France (20 451 MWc, 8 %) et la Pologne (17 057 MWc, 6,6 %). Sa puissance installée par habitant atteignait 116,2 Wc fin 2023, inférieure de 80 % à la moyenne de l'Union européenne (572,5 Wc), au 25e rang européen, loin derrière les Pays-Bas (1 342,1 Wc), l'Allemagne (974,3 Wc), l'Espagne (636,6 Wc) et la France (300 Wc).

## Réseaux de chaleur
Les réseaux de chaleur tiennent une place importante : 7,5 % de la consommation finale d'énergie ; ils sont alimentés par des centrales de cogénération alimentées en 2022 à 54,1 % par du gaz naturel, 13,1 % par du charbon, 22,3 % par de la biomasse, 7,0 % par le nucléaire, 1,3 % par des produits pétroliers et 0,5 % par la géothermie ; la chaleur ainsi produite était destinée en 2021 à 70,7 % au secteur résidentiel, 11,5 % à l'industrie et 17,7 % au secteur tertiaire.

## Impact environnemental
Les émissions de dioxyde de carbone liées à l'énergie en Slovaquie atteignaient 32,2 Mt CO2 en 2017, soit 5,92 t CO2 par habitant, niveau supérieur de 35 % à la moyenne mondiale : 4,37 t/hab et de 30 % à celui de la France : 4,56 t/hab, mais inférieur de 32 % à celui de l'Allemagne : 8,70 t/hab.